# Fiorenzuola di Focara
Fiorenzuola di Focara is een plaats (frazione) in de Italiaanse gemeente Pesaro.

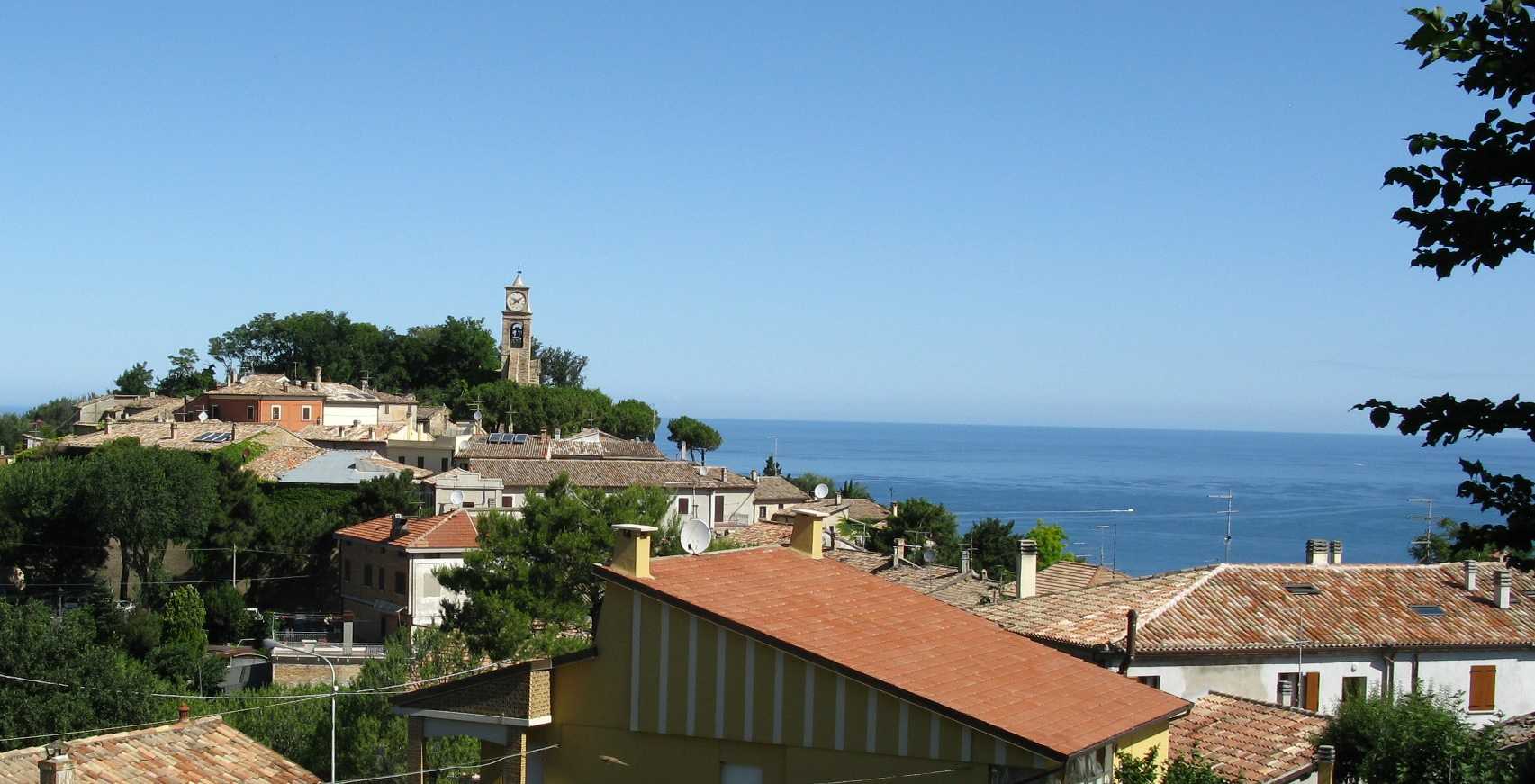
Fiorenzuola di Focara